# دايفيد لويس (كاهن كاثوليكي)
دايفيد لويس (بالإنجليزية: David Lewis)‏ (و. 1616 – 1679 م) هو كاهن كاثوليكي من مملكة إنجلترا، وويلز، توفي عن عمر يناهز 63 عاماً، بسبب العقاب في العصور الوسطي.